# ماس

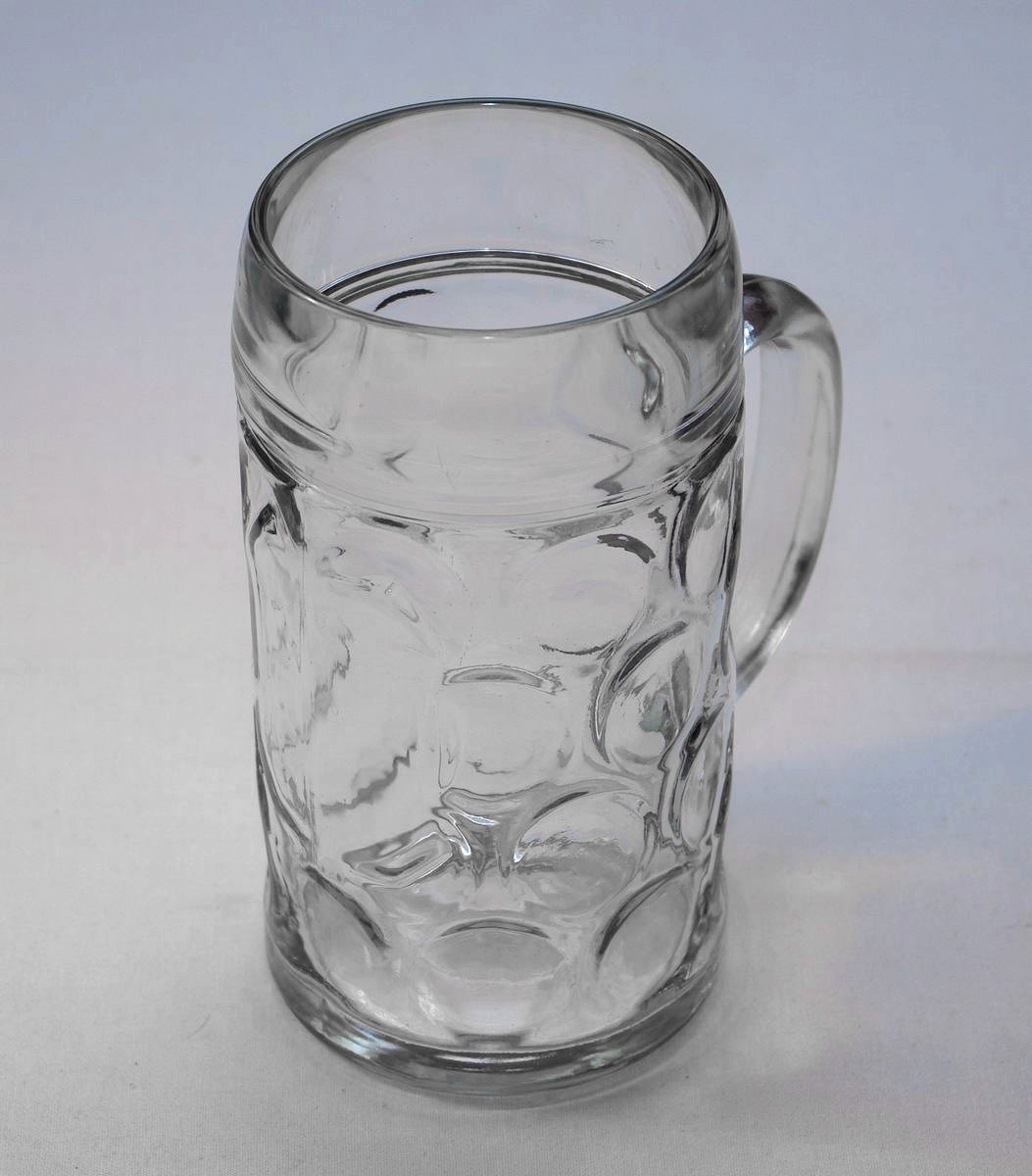
یک Maßkrug خالی

ماس (به آلمانی: Maß) (تلفظ [ˈma:s]) یک نوع لیوان آبجو و کلمه‌ای آلمانی است که مقدار آبجو در یک لیوان استاندارد را توصیف می‌کند، که در زمان‌های مدرن دقیقاً ۱ لیتر (۳۳٫۸ اونس مایع آمریکایی؛ ۱٫۸ پینت بریتانیایی) است. ماس همچنین یک اختصار رایج برای Maßkrug است، ظرف دسته‌داری که حاوی این مقدار آبجو است، که در بیرگارتن‌های باواریایی و سالن‌های آبجو بسیار معمول است و جزء اساسی جشن اکتبر به‌شمار می‌رود.

## اندازه‌گیری
در مناطق جنوبی آلمان (گویش‌های بایرنی)، ماس در اصل ۱٫۰۶۹ لیتر (۲٫۲۶ پینت آمریکایی؛ ۱٫۸۸۱ پینت بریتانیایی) اندازه‌گیری می‌شد. مناطق دیگر آلمانی‌زبان اندازه‌های متفاوتی داشتند؛ در سوئیس بین سال‌های ۱۸۳۸ و ۱۸۷۷، و در بادن تا سال ۱۸۷۱، ماس برابر با ۱٬۵ لیتر بود.
Maßkrug مدرن کمی بیشتر از ۱ لیتر است، با یک خط پرشدگی که سطحی را نشان می‌دهد که آبجو باید پر شود؛ فضای بالای خط برای جابه‌جا شدن سر آبجو در نظر گرفته شده است. فروش آبجو در لیوان‌هایی که علامت کالیبراسیون جعلی یا مفقود دارند نیز به عنوان تقلب پیگرد قانونی دارد. یک "انجمن علیه ریختن آبجوی متقلبانه" ("Verein gegen betrügerisches Einschenken") در مونیخ برای حقوق مشتریان آبجوخور مبارزه می‌کند و عمدتاً در جشن اکتبر فعال است.
در قسمت‌های شمالی‌تر آلمان، ماس عمدتاً از استفاده افتاده است، به جز برای رویدادهای با موضوع باواریا، زیرا آبجو برای مصرف فوری معمولاً در مقادیر کوچکتر، از ۰٫۲–۰٫۵ لیتر (۶٫۸–۱۷ اونس مایع آمریکایی) فروخته می‌شوند.